# Salwiusz (biskup Trebinje)
Salwiusz (zm. ok. 1279) – duchowny katolicki, arcybiskup.
Nic nie wiadomo o jego pochodzeniu i przeszłości. Pierwsze wzmianki na jego temat pochodzą z okolic 1268 roku, kiedy jako wrocławski biskup pomocniczy został mianowany przez papieża Klemensa IV na biskupem ordynariuszem Trebinje. Wcześniej przez pewien czas sprawował swoje funkcje we Wrocławiu. 5 grudnia 1276 papież Jan XXI prekonizował go arcybiskupem metropolitą dubrownickim w Chorwacji. Nie zachowały się żadne informacje na temat jego działalności duszpasterskiej.